# Saint Étienne entre les saints Jacques et Pierre
Saint Étienne entre les saints Jacques et Pierre (en italien : Santo Stefano tra i santi Jacopo e Pietro) est une peinture à l'huile sur panneau de bois (174,5 × 172 cm) du peintre italien Domenico Ghirlandaio, datable de 1493 et conservée à la Galleria dell'Accademia de Florence.

## Histoire
Sur un manuscrit du XVIIe siècle, l'œuvre est rappelée dans une chapelle de l'église Santa Maria Maddalena dei Pazzi à Borgo Pinti (alors église du Cestello), commandée par Stefano di Jacopo Boni le 20 mars 1492, qui dans le calendrier florentin correspond à 1493. La nouvelle est confirmée par les noms des saints représentés, qui correspondraient donc aux noms du client et de son père.
À l'époque de Crowe et Cavalcaselle, le saint Étienne central avait été transformé en saint Jérôme, au moyen d'un repeint à l'huile qui remonte probablement au déplacement du retable de la chapelle dédiée au saint ermite qui, selon Franceschini, avait eu lieu en 1513. En tout cas, la nouvelle localisation est confirmée le 24 avril 1525. Peut-être que l'auteur du repeint avait été Fra Bartolomeo ; l'ajout a été annulé au XIXe siècle.
Avec les suppressions napoléoniennes, le panneau a atteint la galerie de l'Accademia. L'attribution était généralement donnée à Sebastiano Mainardi, aide de Ghirlandaio, alors que plus récemment elle a été réattribuée au maître, du moins pour la plupart des auteurs (Venturini, confirmé par Cadogan).

## Description et style
Le panneau est composé comme un triptyque idéal, selon un schéma iconographique du début du XVe siècle  florentin (souvent utilisé par Fra  Angelico), dans lequel derrière chaque saint se trouve une niche qui l'encadre, comme s'il s'agissait d'une statue vivante monumentale émergeant de la pénombre. Après tout, le même schéma avait déjà été utilisé par Ghirlandaio, par exemple dans les fresques de Cercina et, plus récemment, dans les saints latéraux du retable Tornabuoni.
La composition est animée par la richesse décorative, tant dans l'architecture que dans les robes des saints. De gauche à droite, se tiennent Jacques avec le bâton du pèlerin, Étienne portant la dalmatique, et Pierre, avec les clés.